# Гулецкая, Любовь Петровна
Любовь Петровна Гуле́цкая (30 сентября 1911 — 26 апреля 2002) — советский архитектор, Главный архитектор проекта Генерального плана города Калининграда Московской области (ныне — г.о. Королёв), Почётный архитектор Российской Федерации (2001).

## Биография

### Довоенный период
Любовь Петровна родилась 30 сентября (по документам 22 марта (4 апреля)) 1911 года в городе Вильно Виленской губернии Российской империи (ныне Вильнюс, Литовская Республика), в доме её дяди, предводителя дворянства города Вильно. Отец врач, мать учитель. Выросла в Одессе. Отец до 1918 года работал главным врачом Одесского военно-морского госпиталя, но на военной службе не состоял, имел чин действительного статского советника. Мать не работала. Среди предков архитекторов не было, но её родной дядя по материнской линии был инженером-строителем (одна из его построек — Центральный рынок в Риге, строившийся как ангар для дирижаблей «Цеппелин»).
В конце 1920-х годов Любовь Гулецкая поступила на архитектурный факультет Политехникума изобразительных искусств, который окончила в 1931 году. С 1932 года работала в институте Гипрогор, в секторе больничного проектирования. Принимала участие в разработке проектов больниц (в том числе, в Наро-Фоминске Московской области и Беково Пензенской области), жилых зданий и культурно-массовых сооружений.
В конце 1934 года, когда Гипрогор перевели в Ленинград, Любовь Петровна перешла на работу в проектное бюро Исполкома движения Красного Креста и Красного Полумесяца, а в конце 1930-х годов в Головной институт по проектированию предприятий искусственного волокна в Мытищах, где проектировала промышленные здания, а также участвовала в проектировании лагеря-санатория «Артек», где по её проекту было построено несколько парковых павильонов на территории лагеря.
В 1939 году в соавторстве с О. Н. Русаковым и художниками Е. Е. Лансере и К. И. Белогуровой работала над проектом павильона Молдавской ССР (ныне павильон «Шелководство») на Всесоюзной сельскохозяйственной выставке.
Во время Великой Отечественной войны Любовь Гулецкая работала в специальном бюро противовоздушной обороны Наркомата боеприпасов, где занималась маскировкой объектов.

### Работа в Мосгражданпроекте
В послевоенные годы Любовь Петровна работала в Мосгражданпроекте — одной из самых известных творческих организаций страны. Здесь она познакомилась с такими архитекторами как М. Ф. Оленев, Я. А. Корнфельд, Б. С. Мезенцев. В период работы в Мосгражданпроекте Гулецкая проектировала здание техникума гражданского строительства в Костроме, ансамбль жилых домов перед тракторным заводом во Владимире, жилой дом в Ижевске, дом отдыха в Свердловске, техникумы в Сарапуле и Ташкенте.
Послевоенный период творчества Гулецкой в первую очередь связан с городом Калининградом Московской области — ныне городом Королёвом. Любовь Петровна Гулецкая работала в проектном институте «Гипрогорсельстрой», где начала проектировать объекты в г. Калининграде, а с 1957 г. перешла на работу в ГСПИ-7 МОП СССР (Государственный Союзный проектный институт Министерства Оборонной промышленности), так как всё проектирование по г. Калининграду было передано в этот институт.
С 1948 до своего выхода на пенсию в 1966 году Любовь Петровна работала над проектами зданий и сооружений в Калининграде, в том числе над проектом Генерального плана города.

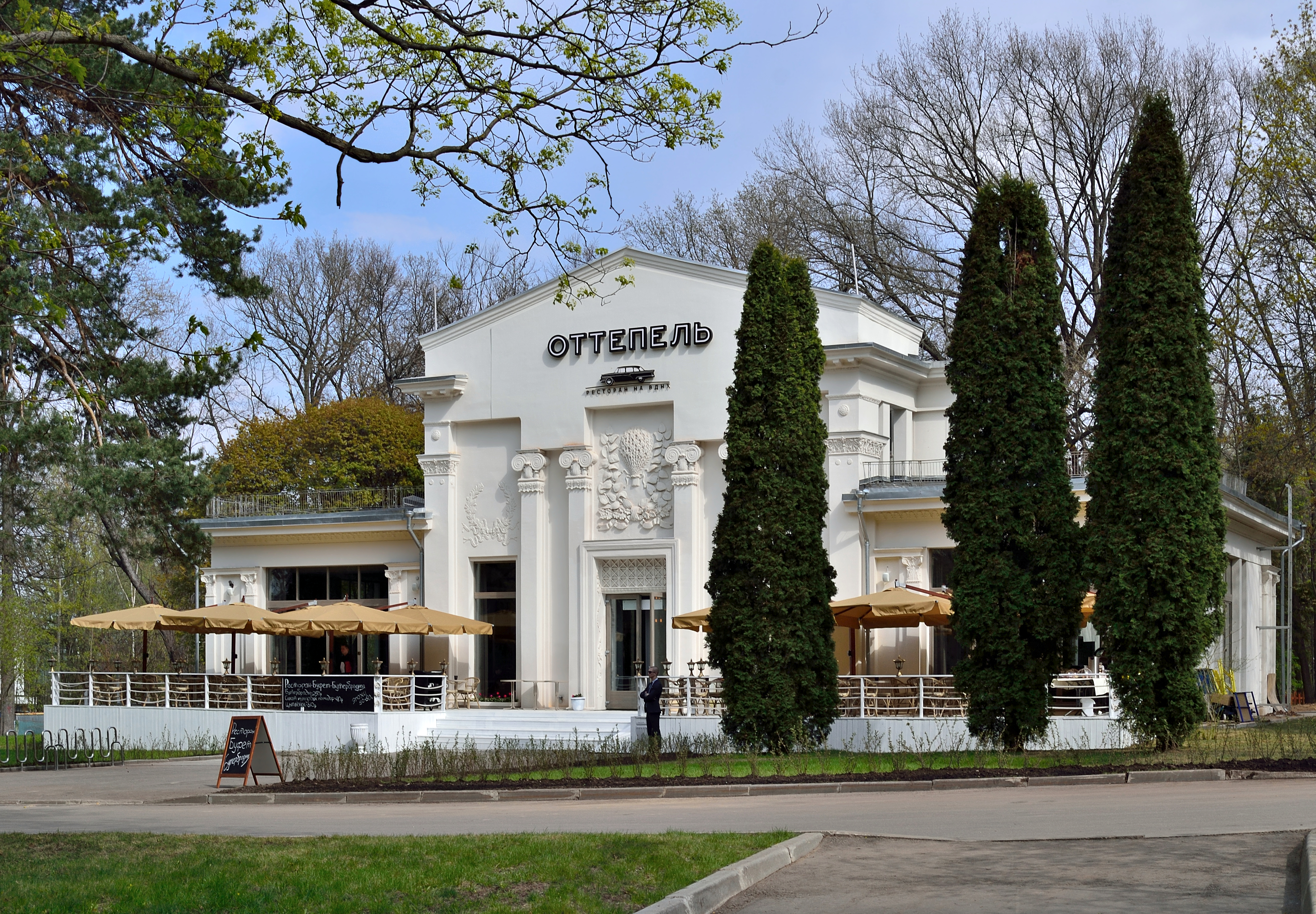
Современный облик павильона «Шелководство» на ВДНХ

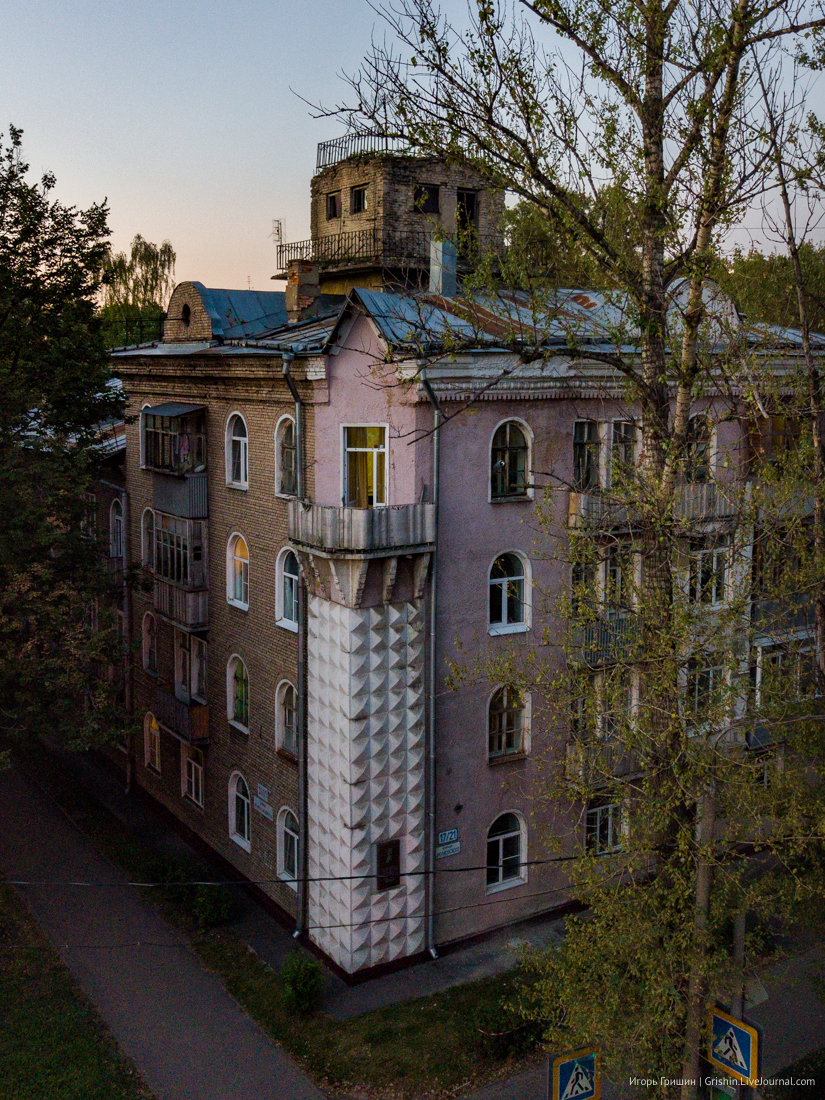
Жилой дом № 17/21 по улице Циолковского в г.о. Королёв. Арх. Л. П. Гулецкая. Автор фото И. А. Гришин.

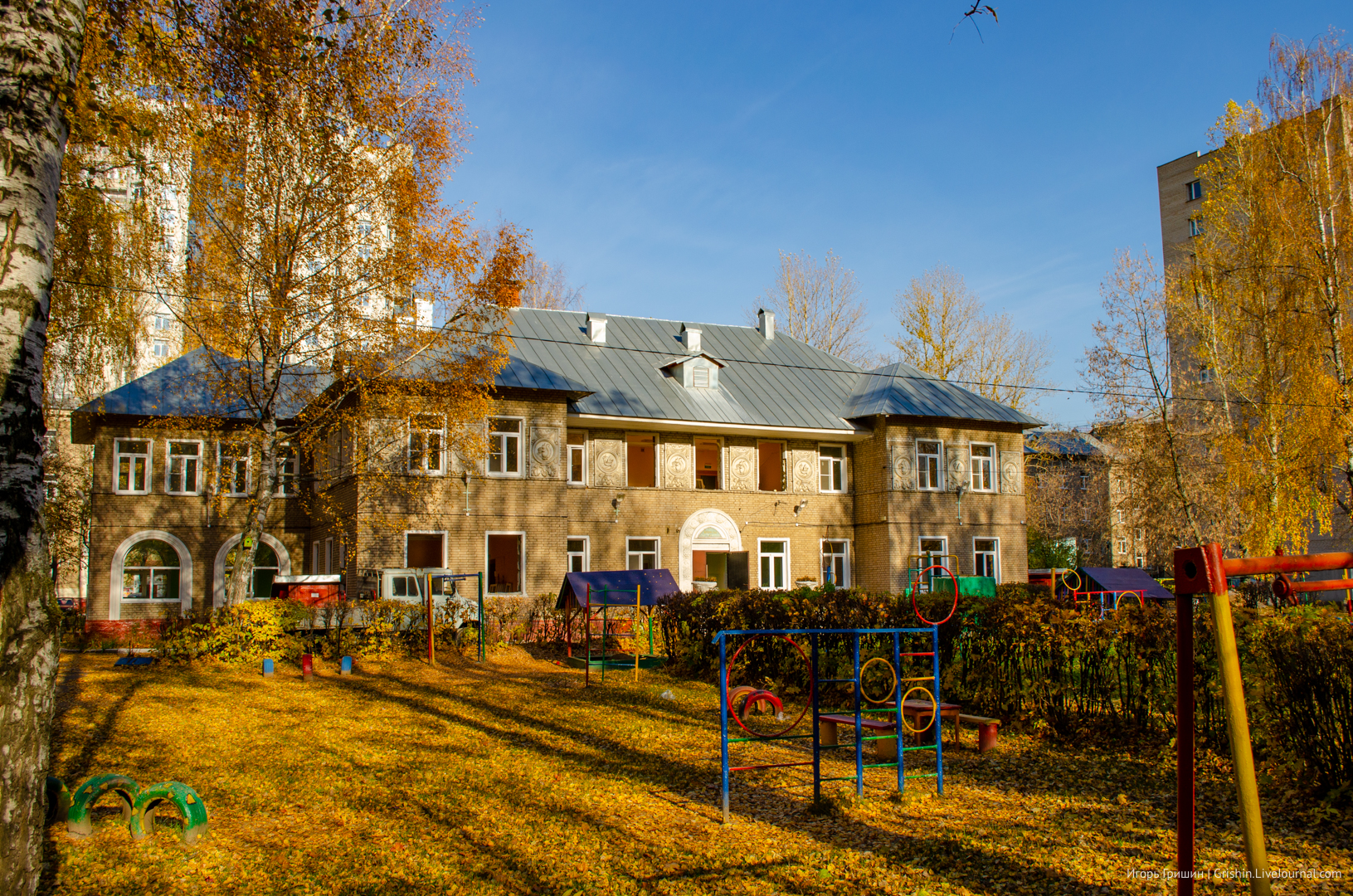
Детский сад «Белочка». Фотография сделана во время сноса здания в октябре 2018 года.

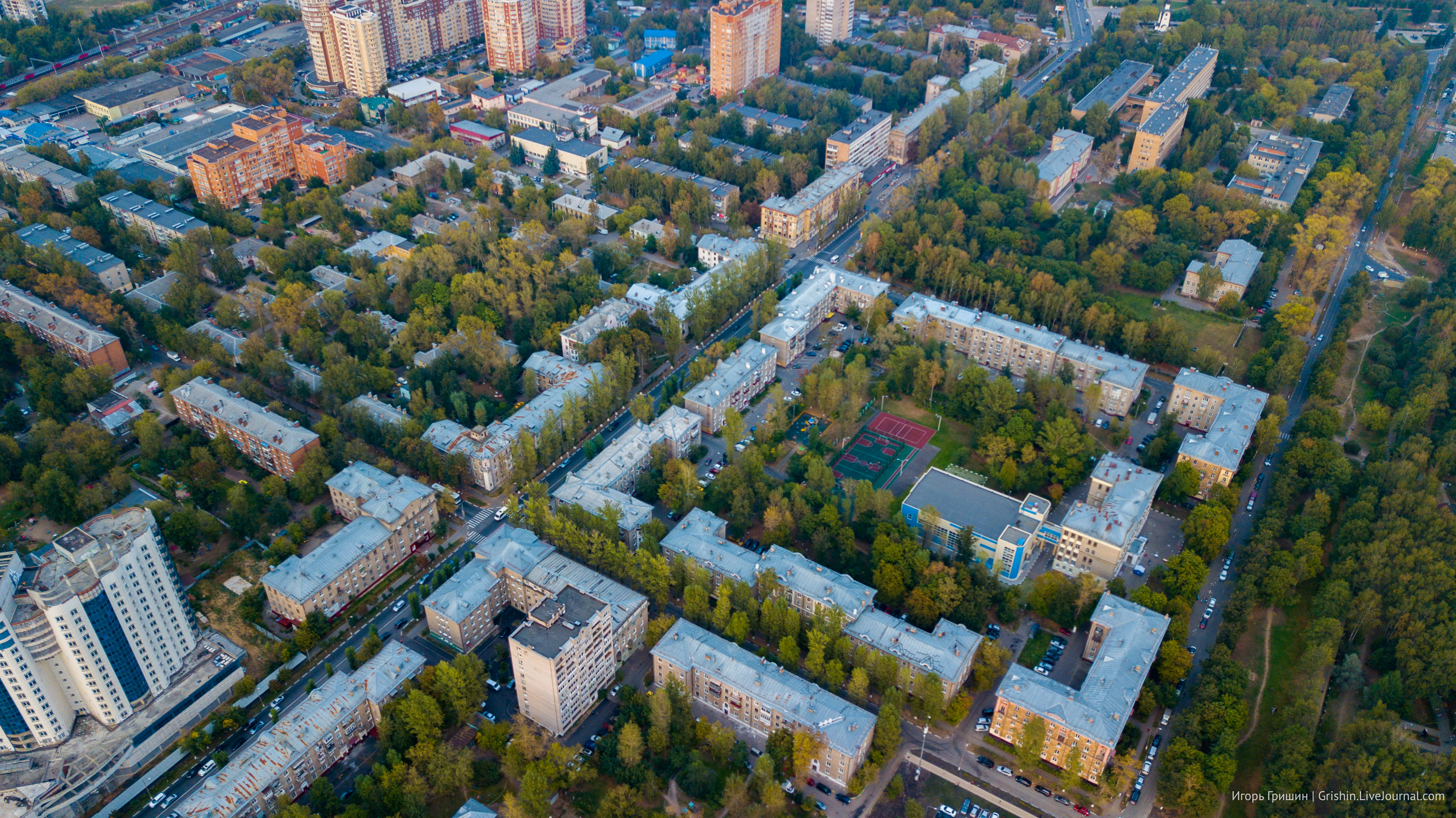
Фрагмент исторического центра г.о. Королёв. Автор фото И. А. Гришин.

### г. Калининград (Королёв)
Первым проектом Гулецкой в Калининграде стали три жилых дома в ансамбле квартала № 23 на улице Сталина. Проект ансамбля и подбор серий жилых домов осуществлял архитектор ГСПИ-7 Министерства вооружения СССР Николай Григорьевич Рябцев в 1946—1948 гг., Гулецкая сформировала фасад «парадной» стороны квартала, использовав черты архитектуры двухэтажных домов в своём проекте, тем самым завершив архитектурный ансамбль. Также Гулецкая осуществляла авторский надзор за строительством двухэтажных домов квартала. Уже на пенсии в 80-х годах Любовь Петровна рассказывала историку архитектуры Сергею Мержанову о людской молве, которая гласила, что архитектор дома № 17/21 в рустованном угле дома иносказательно изобразила ракету. И правда, обладая определённой фантазией, в щипце и балконе можно усмотреть саму ракету, в кронштейнах — аэродинамические стабилизаторы, а в бриллиантовом русте — клубы продуктов сгорания ракетного топлива. Гулецкая пояснила, что такого глубокого символизма она в архитектуру дома намеренно не вкладывала.
В соответствии с проектом детальной планировки города Калининграда, разработанным Гулецкой, в Калининграде приступили к осуществлению проекта застройки двух кварталов в центре города, южными фасадами, обращёнными к городскому парку. В кварталах были построены здания детского сада «Белочка» и Школы № 7 на 880 мест. «Характерными чертами этих домов, построенных для научных сотрудников активно развивающегося в 50-е годы ракетно-космического комплекса, являются высокий уровень благоустройства, обеспечение квартир встроенной мебелью, просторные холлы лестничных клеток. Декоративное решение фасадов зданий, ориентированных в сторону улиц, полностью отражает эстетические принципы послевоенной архитектуры, сочетающие советские символы с развитыми мотивами растительного характера» — пишет архитектор С.Б. Мержанов. Проект застройки западного квартала завершить не удалось: дом с башней, где предполагалось размещение Калининградского городского комитета КПСС не был реализован из-за принятого постановления об устранении излишеств в проектировании и строительстве. Другими реализациями Гулецкой в Калининграде конца 50-х — начале 60-х годов стали здание поликлиники в больничном городке, здание бассейна и спорткомплекса на стадионе «Вымпел».
Любовь Петровна Гулецкая вспоминала в разговорах с С.Б. Мержановым, что процесс организации строительства находился под постоянным контролем Алексея Михайловича Исаева и он, при необходимости, оказывал организационную помощь во взаимодействии со смежными структурами по строительству. 
В соответствии с проектом Л. П. Гулецкой, с 1958 года в квартале между городским парком и улицей Пионерской началось строительство квартала пятиэтажных домов в народе прозванного «Черёмушки». Увеличенный модуль квартала перекрыл выезд с улицы Фрунзе на Пионерскую, вследствие чего площадь городского парка была увеличена на треть. Также Гулецкая предусмотрела в проекте застройки зелёную «буферную» зону между оживлённой улицей Пионерской и жилыми домами. При строительстве «Черёмушек» Л. П. Гулецкая настояла на использовании приёма «каре», при котором каждые четыре дома образуют внутренний дворик, необходимый для создания уюта и защиты от внутриквартальных сквозняков. Размещение стадиона «Вымпел» на Козьем поле у Акуловского водоканала стало возможным, в том числе, благодаря позиции Л.П. Гулецкой, которая настояла на невозможности размещения в центре города кирпичного завода. В 60-х годах по проекту Гулецкой велась застройка Завокзального района города, в том числе четырнадцать парных домов по ул. Вокзальной (ныне ул. Грабина), сформировавших облик Вокзальной площади и в Завокзальном районе, и в центре города. 
В 1963 г. перешла на работу в предприятие п/я 925 (условное обозначение КБ Химмаш) в Калининграде, где работала до пенсии руководителем группы в отделе капитального строительства. 
Последним проектом Гулецкой в Калининграде стал девятиэтажный жилой дом с торговыми помещениями на первом этаже и магазином «Заря» (1964 г.) на Вокзальной площади. Проект предположительно должен был быть выше ещё на три этажа, но, так как с двенадцатого этажа хорошо просматривалась бы территория завода и конструкторского бюро, высоту здания сократили до 9 этажей. Вскоре после завершения строительства дома Любовь Петровна Гулецкая поселилась в этом жилом доме.

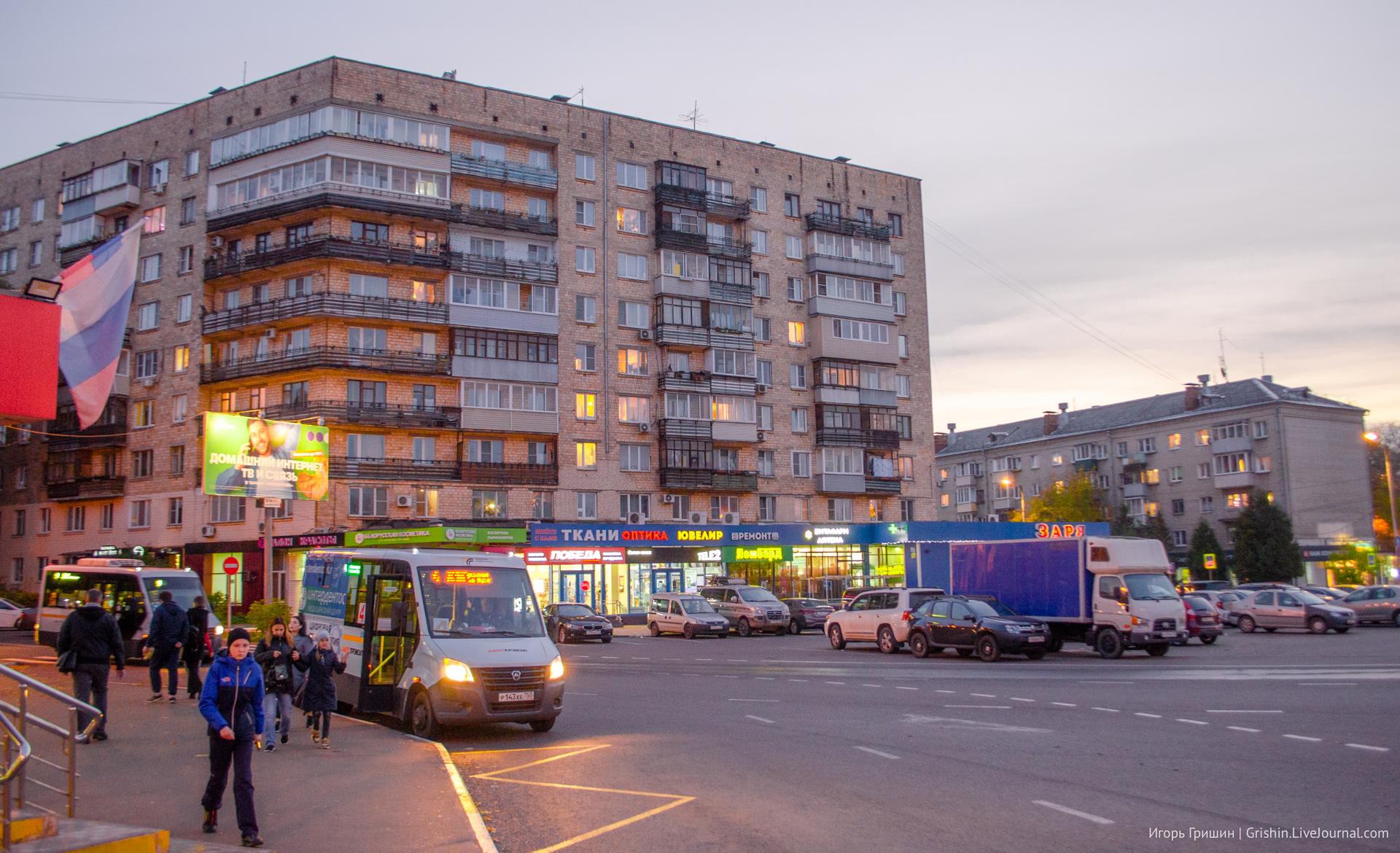
Жилой дом с универмагом «Заря» на первом этаже в октябре 2021 года. Здесь жила Л.П. Гулецкая с 1964 г. до смерти в 2002 году.

В построенных по проекту Гулецкой жилых домах квартиры выдавались сотрудникам ракетно-космической отрасли в период работы над ракета-носителями Р-7, «Восток», «Восход», а также во время создания первого искусственного спутника Земли, космических аппаратов и орбитальных станций. В жилых домах живут ветераны ракетно-космической отрасли, академики и учёные, сотрудники РКК «Энергия», ЦНИИмаш, КБ Химмаш, Композит, НПО ИТ.

### На пенсии

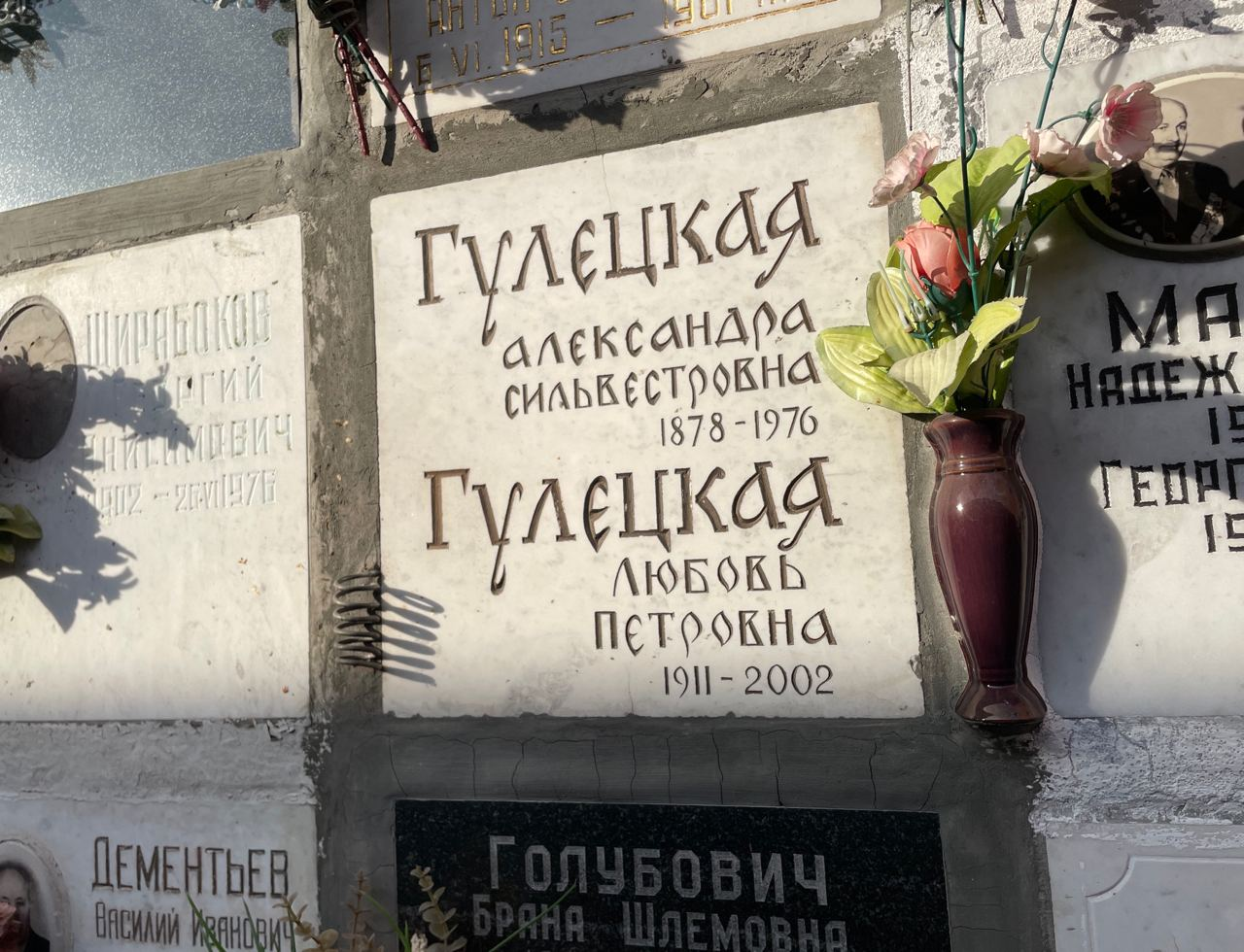
Захоронение Л.П. Гулецкой на Николо-Архангельском кладбище.

В конце 80-х годов с Гулецкой познакомился архитектор Сергей Борисович Мержанов, став её первым биографом и автором статей про Гулецкую в городских и федеральных средствах массовой информации. В 2001 году Любовь Петровна Гулецкая по инициативе Управления архитектуры Госстроя России была удостоена звания «Почётный архитектор Российской Федерации». Любовь Петровна Гулецкая умерла в своей квартире в 2002 году на 91-м году жизни. Похоронена на Николо-Архангельском кладбище в Москве, колумбарий №3, ряд 3, 4 ряд сверху, 18 место слева. 

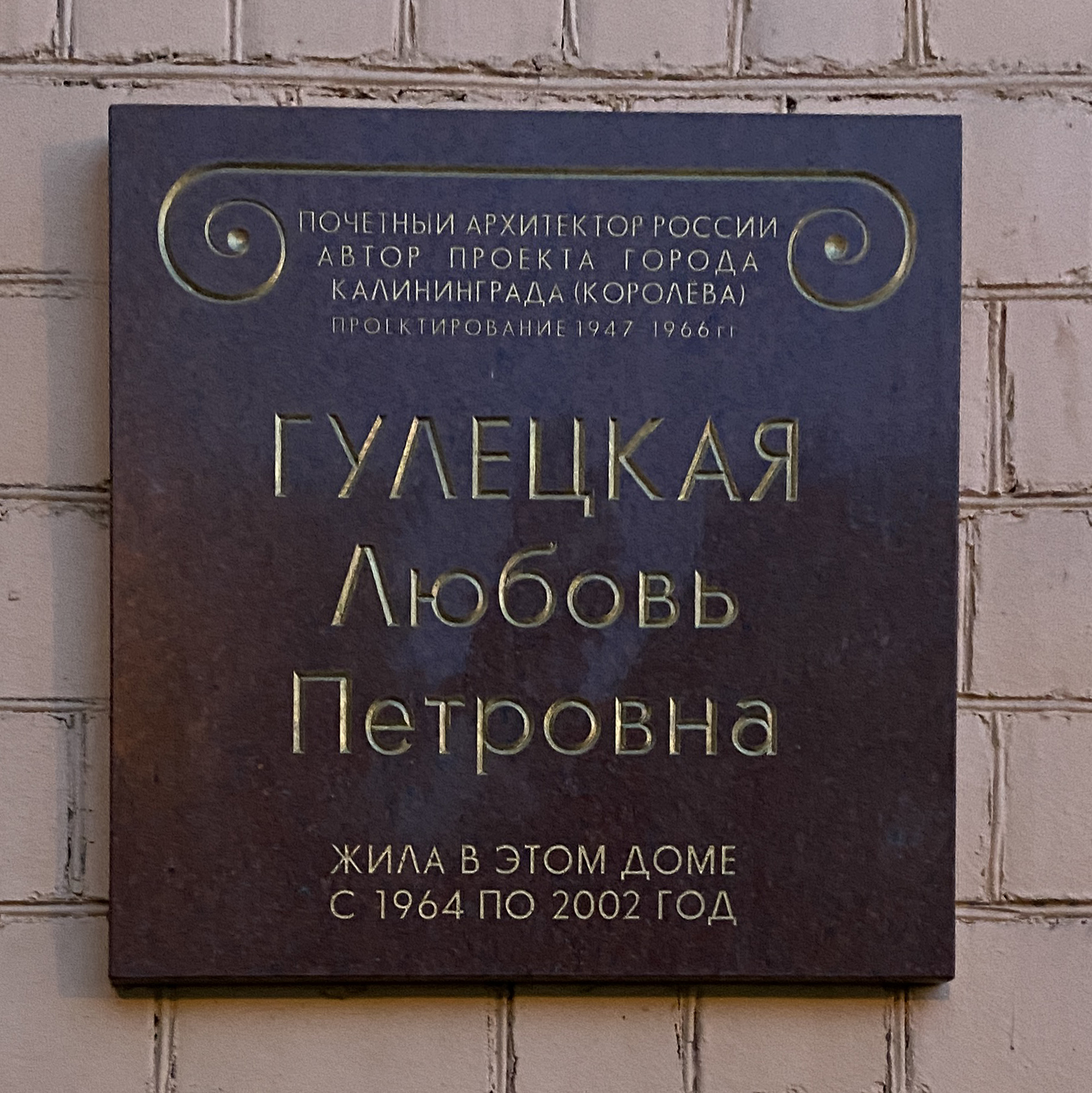
Мемориальная доска на доме, где жила Любовь Петровна Гулецкая установлена в 2019 г.

## Память
В 2018 году Королёвское отделение МОО ВООПИиК направило заявление о включении в реестр объектов культурного наследия ансамбля, ограниченного улицами Циолковского, Фрунзе, Октябрьской, Калинина и Карла Маркса в историческом центре наукограда. В 2019 году на фасаде дома установлена мемориальная доска с описанием достопримечательности. В 2021 году ряд зданий, спроектированных Гулецкой были включены в реестр объектов культурного наследия (памятников истории и культуры) народов Российской Федерации, а в 2024 году проведена реставрация двух зданий по ул. Циолковского. 